# I predatori dell'idolo d'oro
I predatori dell'idolo d'oro (Tales of the Gold Monkey) è una serie televisiva statunitense in 22 episodi trasmessi per la prima volta nel corso di una sola stagione dal 1982 al 1983.
È una serie d'avventura ambientata nel sud del Pacifico nel 1938, incentrata sulle vicende del pilota di aeroplani merci Jake Cutter alla ricerca del prezioso idolo d'oro e caratterizzata da località esotiche e azione in puro stile Indiana Jones.

## Trama
Anno 1938. Jake Cutter è un ex pilota di caccia che lavora per una piccola compagnia aerea sull'isola immaginaria di Boragora, parte dell'arcipelago di Marivella nel Pacifico meridionale. Indossa la sua giacca di pelle consunta, una reliquia del suo passato di mercenario.
I suoi partner sono il suo migliore amico e meccanico Corky e il cane Jack. Con il suo aereo fa trasporti di contrabbando da isola a isola o missioni di salvataggio di passeggeri smarritisi. Un punto d'incontro popolare è il Monkey Bar, di proprietà del francese Bon Chance Louie. Qui lavora anche la bella cantante Sarah che è una spia americana. Jack, che vive sopra il locale in una piccola stanza è l'unico che conosce la sua vera identità.

## Personaggi e interpreti
- Jake Cutter (22 episodi, 1982-1983), interpretato da	Stephen Collins.
- Corky (22 episodi, 1982-1983), interpretato da	Jeff MacKay.
È il meccanico di Jake.
- Principessa Koji (22 episodi, 1982-1983), interpretata da	Marta DuBois.
- Reverendo Willie Tenboom (22 episodi, 1982-1983), interpretato da	John Calvin.
- samurai Todo (22 episodi, 1982-1983), interpretato da	John Fujioka.
- Jack (22 episodi, 1982-1983), interpretato da	Leo the Dog.
- Sarah Stickney White (21 episodi, 1982-1983), interpretata da	Caitlin O'Heaney.
È una cantante e spia statunitense.
- Bon Chance Louie (20 episodi, 1982-1983), interpretato da	Roddy McDowall.
È il proprietario del Monkey Bar di Boragora, dove si ritrova il gruppo di Cutter.
- Gushie il cameriere (20 episodi, 1982-1983), interpretato da	Les Jankey.
- Barista (11 episodi, 1982-1983), interpretato da	Ahmed Kalane.
- Comandante (4 episodi, 1982), interpretato da	Conrad Bachmann.
- Sparks (4 episodi, 1982), interpretato da	Greg Elliot.
- Tiki (3 episodi, 1982-1983), interpretata da	Elizabeth Lindsey.
- Bon Chance Louie (2 episodi, 1982), interpretato da	Ron Moody.
- Hito (2 episodi, 1982-1983), interpretato da	Professor Toru Tanaka.
- Bobbi (2 episodi, 1982), interpretata da	Loyita Chapel.
- Kurt (2 episodi, 1982), interpretato da	William Forsythe.
- Monocle (2 episodi, 1982), interpretato da	John Hillerman.
- Johnny Kimble (2 episodi, 1982), interpretato da	Cliff Potts.
- Sam (2 episodi, 1982), interpretato da	Ken Smolka.
- Hanus (2 episodi, 1982), interpretato da	Norbert Weisser.
- Lumiere (2 episodi, 1983), interpretato da	Gerald Hiken.

## Produzione
La serie, ideata da Donald P. Bellisario, fu prodotta da Belisarius Productions e Universal TV e girata negli studios della Universal a Universal City in California. Le musiche furono composte da Pete Carpenter e Mike Post. I titoli di lavorazione furono Tales of the Brass Monkey e Tales of the Golden Monkey. Il creatore Donald P. Bellisario aveva cercato di ottenere la commissione della serie dalla fine degli anni 1970, ma i produttori ritenevano che il pubblico non si sarebbe interessato ad una serie di avventura ambientata negli anni 1930. Fu il successo di I predatori dell'arca perduta che fece loro cambiare idea. 

### Registi
Tra i registi della serie sono accreditati:
- Virgil W. Vogel (4 episodi, 1982-1983)
- James Frawley (2 episodi, 1982-1983)
- Winrich Kolbe (2 episodi, 1982-1983)
- Harvey S. Laidman (2 episodi, 1982-1983)
- Ray Austin (2 episodi, 1982)
- James Fargo (2 episodi, 1983)

## Distribuzione
La serie fu trasmessa negli Stati Uniti dal 22 settembre 1982 al 1º giugno 1983 sulla rete televisiva ABC. In Italia è stata trasmessa nel 1983 su Canale 5, poi in replica su Duel TV a novembre del 2003 con il titolo I predatori dell'idolo d'oro.
Alcune delle uscite internazionali sono state:
- negli Stati Uniti il 22 settembre 1982 (Tales of the Gold Monkey)
- in Svezia l'11 giugno 1984
- in Francia il 23 giugno 1990 (Jake Cutter)
- in Spagna (Cuentos del mono de oro)
- in Portogallo (Lendas do Macaco Dourado)
- in Grecia (To mystirio tou hrysou pithikou)
- in Italia (I predatori dell'idolo d'oro)

## Episodi
La prima e unica stagione de I predatori dell'idolo d'oro è stata trasmessa negli Stati Uniti d'America dalla ABC tra il 22 settembre 1982 e il 1º giugno 1983.
| nº | Titolo originale                  | Titolo italiano                           | Prima TV USA      | Prima TV Italia |
| -- | --------------------------------- | ----------------------------------------- | ----------------- | --------------- |
| 1  | Tales of the Gold Monkey (Part 1) | La leggenda della scimmia d'oro (Parte 1) | 22 settembre 1982 |                 |
| 2  | Tales of the Gold Monkey (Part 2) | La leggenda della scimmia d'oro (Parte 2) | 22 settembre 1982 |                 |
| 3  | Shanghaied                        | Tribù del fango                           | 29 settembre 1982 |                 |
| 4  | Black Pearl                       | La perla nera                             | 13 ottobre 1982   |                 |
| 5  | Legends Are Forever               | Le leggende sono eterne                   | 20 ottobre 1982   |                 |
| 6  | Escape from Death Island          | Fuga dall'isola della morte               | 27 ottobre 1982   |                 |
| 7  | Trunk from the Past               | Ritorno dal passato                       | 3 novembre 1982   |                 |
| 8  | Once a Tiger...                   | Occhio alla tigre                         | 17 novembre 1982  |                 |
| 9  | Honor Thy Brother                 | Vendica tuo fratello                      | 24 novembre 1982  |                 |
| 10 | The Lady and the Tiger            | S.O.S. per Jake Cutter                    | 8 dicembre 1982   |                 |
| 11 | The Late Sarah White              | Che fine ha fatto Sarah White?            | 22 dicembre 1982  |                 |
| 12 | The Sultan of Swat                | Campione nei guai                         | 5 gennaio 1983    |                 |
| 13 | Ape Boy                           | Figlio della scimmia                      | 12 gennaio 1983   |                 |
| 14 | God Save the Queen                | God save the Queen                        | 19 gennaio 1983   |                 |
| 15 | High Stakes Lady                  | Chi gioca muore                           | 26 gennaio 1983   |                 |
| 16 | Force of Habit                    | Nuova vecchia amica                       | 2 febbraio 1983   |                 |
| 17 | Cooked Goose                      | Goose in fiamme                           | 4 marzo 1983      |                 |
| 18 | Last Chance Louie                 | È l'ora, Louie                            | 11 marzo 1983     |                 |
| 19 | Naka Jima Kill                    | Ciak, si spara                            | 18 marzo 1983     |                 |
| 20 | Boragora or Bust                  | Platino                                   | 25 marzo 1983     |                 |
| 21 | A Distant Shout of Thunder        | Collera degli dei                         | 8 aprile 1983     |                 |
| 22 | Mourning Becomes Matuka           | Intrigo a Matuka                          | 1º giugno 1983    |                 |